# Pilar López de Ayala
Pilar López de Ayala Arroyo (Madrid, 18 settembre 1978) è un'attrice cinematografica spagnola.
Ha iniziato a lavorare in serie televisive come Menudo es mi padre, diretto da Manuel Valdivia e William F. Groizard. Dopo la fine della scuola, ben presto fa un salto nel cinema con Báilame el agua. Con l'interpretazione di Rocío, una borghese di Cadice nel film Besos para todos, ha vinto la nomination al premio Goya come miglior attrice rivelazione. Ma la sua conferma definitiva arrivò con il ruolo da protagonista in Giovanna la pazza di Vicente Aranda, che le ha fatto ottenere il premio Goya per la migliore attrice protagonista.
Nel 2005 ha debuttato in Obaba di Montxo Armendariz, film per cui ha ricevuto un nuovo appuntamento ai premi Goya, questa volta come miglior attrice non protagonista. Obaba è stato proposto dalla Spagna agli Oscar 2005, ma alla fine non fu inserito tra i cinque candidati nominati per il miglior film straniero.
Nel corso della sua carriera si è affermata anche come personaggio televisivo, conducendo molti documentari e presentando molti premi premi cinematografici.

## Biografia
È nata a Madrid da Rodrigo López de Ayala Sánchez-Arjona e dalla moglie Pilar Arroyo Gallego. Dal lato paterno appartiene a una famiglia della nobiltà di campagna dell'Estremadura, discendente per due volte da Cristoforo Colombo attraverso il figlio Diego.
I primi ruoli importanti come attrice risalgono al 1996 nella serie televisiva spagnola Menudo es mi padre e ha continuato con la serie Al salir de clase (389 episodi nel periodo 1997-2001). È giunta al cinema con il film Báilame el agua nel 2000. Lo stesso anno ha ottenuto una candidatura al premio Goya come migliore attrice non protagonista con il personaggio di Rocío nel film Besos para todos. La conferma definitiva è avvenuta tuttavia nel 2001 con il ruolo di protagonista nel film Giovanna la pazza che le ha valso una Concha de Plata alla migliore attrice al Festival Internazionale del Cinema di San Sebastián nel 2001 e un premio Goya come migliore attrice protagonista nel 2002.
Nel 2004 recita nel film statunitense Il ponte di San Luis Rey.

## Premi e candidature cinematografiche
Nel 2001 ha vinto il premio come miglior attrice del Cinespaña Tolosa per Báilame el agua (2000), è stata nominata per il premio Newcomer of the Spanish Actors Union per Besos para todos (2000), ha vinto il Sant Jordi Awards per la miglior attrice spagnola (Mejor Actriz Española) per Báilame el agua (2000), ha vinto il Seashell d'Argento al Festival internazionale del cinema di San Sebastián per la migliore attrice per Juana la Loca (2001) ed è stata nominata ai premi Goya per la migliore attrice emergente (Mejor Actriz Revelación) per Besos para todos (2000).
Nel 2002 ha vinto sia il Newcomer Award sia il premio dell'Unione spagnola Actors Film: Performance Lead (Protagonista Cine), il premio ACE presso la ACE Premios per il Cinema -migliore attrice, il Goya al Goya Awards per la migliore attrice protagonista (Mejor Actriz Principal), la Fotogramas de Plata della Fotogramas de Plata per la miglior attrice (Actriz Mejor de Cine), il premio dei premi CEC Scrittori Circle cinema per la migliore attrice (Mejor Actriz) e la ADIRCAE Award agli MTV ADIRCAE per la miglior performance in un ruolo principale, tutti per Juana la Loca (2001).
Nel 2006 è stata nominata per il premio dell'Unione spagnola Attori per il cinema: supporto Performance, Female (Secundario Cine - Categoría Femenina), il Goya ai premi Goya per la miglior attrice non protagonista (Mejor de Actriz Reparto), il Fotogramas de Plata al Fotogramas de Plata per la miglior attrice (Actriz Mejor de Cine) e il premio dei Premi CEC Scrittori Circle cinema, Spagna per la migliore attrice non protagonista (Mejor Actriz Secundaria), e ha vinto il premio ACE presso la ACE Premios per il Cinema - Miglior Attrice, tutti per Obaba (2005).

## Filmografia

### Cinema
- El niño invisible, regia di Rafael Moleón (1995)
- Cuando vuelvas a mi lado, regia di Gracia Querejeta (1999)
- El paraíso perdido, regia di Jaime Marques  - cortometraggio (1999)
- Aviso de bomba, regia di Diego Suárez - cortometraggio (2000)
- La grande vita (La gran vida), regia di Antonio Cuadri (2000)
- Besos para todos, regia di Jaime Chávarri (2000)
- Giovanna la pazza (Juana la Loca), regia di Vicente Aranda (2001)
- Il ponte di San Luis Rey (The Bridge of San Luis Rey), regia di Mary McGuckian (2004)
- Obaba, regia di Montxo Armendáriz (2005)
- Il destino di un guerriero (Alatriste), regia di Agustín Díaz Yanes (2006)
- Bienvenido a casa, regia di David Trueba (2006)
- En la ciudad de Sylvia, regia di José Luis Guerín (2007)
- Le 13 rose (Las 13 rosas), regia di Emilio Martínez Lázaro (2007)
- Baby Love (Comme les autres), regia di Vincent Garenq (2008)
- Sólo quiero caminar, regia di Agustín Díaz Yanes (2008)
- Lo strano caso di Angelica (O Estranho Caso de Angélica), regia di Manoel de Oliveira (2010)
- Lope, regia di Andrucha Waddington (2010)
- Medianeras - Innamorarsi a Buenos Aires (Medianeras), regia di Gustavo Taretto (2011)
- Intruders, regia di Juan Carlos Fresnadillo (2011)
- Night Has Settled, regia di Steve Clark (2014)
- Rumbos, regia di Manuela Burló Moreno (2016)
- Agadah, regia di Alberto Rondalli (2017)

### Televisione
- Yo, una mujer - serie TV,13 episodi (1996)
- Menudo es mi padre - serie TV, 15 episodi (1996)
- Al salir de clase - serie TV, 386 episodi (1997-2001)
- Vida y sainete - serie TV, un episodio (1998)
- Hospital Central - serie TV, 1 episodio (2000)

## Apparizioni televisive
- XVI Premio Goya (TV special) (2002) - Vittoria premio Goya per la migliore attrice protagonista
- XI premio unión de actores (TV show) (2002) - Conduttrice
- XVIII Premio Goya (TV special) (2004) - Conduttrice
- Ceremonia de apertura (TV show) (2005) - Conduttrice
- Ceremonia de clausura (TV show) (2005) - Conduttrice
- XX Premio Goya (TV special) (2006) - Conduttrice
- Hécuba, un sueño de pasión (documentario, 2006) - Conduttrice
- Cómo conseguir un papel en Hollywood (documentario, 2006) - Conduttrice
- Sexo en el plató (España, plató de cine)
- XXII Premio Anuale de la Academia (2007) - presentatrice
- Cerimonia di inaugurazione - 57º festival internazionale del cinema de San Sebastián (2009) - Presentatrice
- Premio Donostia a Ian McKellen (2009) - Presentatrice
- Cerimonia di chiusura del 57º festival internazionale de cinema di San Sebastián
- España, plató de cine (documentario, 2006) - Conduttrice
- Ventitreesimo Premio Goya (2009) - Presentatrice
- España, plató de cine (documentario, 2009) - Conduttrice
- Gala 20ºanniversario (2010) - Presentatrice
- XXIV Premios Anuales de la Academia (2010) - Presentatrice